# الحسين والصافية (مسلسل)
الحـسين والصافية سلسلة مغربية من إنتاج قناة دوزيم سنة 2011 وإخراج محمد عبد الرحمن التازي.

## طاقم العمـل
- بطولة :
- رشيد الوالي: الحسيـن
- سامية أقريو: الصافية
- الإخراج :
- محمد عبد الرحمان التازي

## القصة
تتمحور أحداث السلسلة، حول مغامرات «الحسين» وزوجته «صافية»، الذين يتعرضان للعديد من المواقف الطريفة والمفاجآت غير السارة التي تتربص بهما، خصوصا بعد تبخر آمال الحسين في إقامة مشروع سياحي بشفشاون «دار للضيافة»، بعد فشله في إتمام صفقة بيع العمارة، التي ورثها هو وزوجته عن جدتهما بطنجة. وفي تطور سريع للأحداث يشارك الحسين في مؤتمر حول تربية النحل في شفشاون، حيث يلتقي أحد المستثمرين من المهاجرين المغاربة المقيمين ببلجيكا، في إنتاج العسل، الذي يعرض عليه العمل معه، ليقرر الحسين بعدما ساءت أوضاعه في طنجة بسبب تحويل أرضه إلى مقبرة، وتعرض مصدر رزقه «النحل» للموت بسبب المواد الكيماوية التي يستعملها أصحاب الضيعات المجاورة، قبول عرض المستثمر والسفر رفقة زوجته الحامل إلى شفشاون، في رحلة مليئة بالمتاعب، ستقوده في الحلقات المقبلة إلى العديد من مدن المملكة، منها فاس ومراكش وورززات. شارك في سلسلة «الحسين وصافية»، بالإضافة إلى رشيد الوالي وسامية أقريو، كل من نورا الصقلي، وفاطمة مستعيد، وفاتن علام وحبيبة أشرافي وآلان ليونيتي، فضلا عن عبد الله فركوس، وسعيدة شرف، ونزهة بيدوان، ضيوف شرف السلسلة.

## المدن التي قام بها التصوير
مدينة طنجة - مدينة شفشاون - مدينة سيدي قاسم - مولاي إدريس زرهون - فاس